# زلیونی کلین
زلیونی کلین (به لاتین: Zelyony Klin) یک منطقهٔ مسکونی در روسیه است که در باشقیرستان واقع شده‌است.